# Marian Morawski (1881–1940)
Marian Morawski, właśc. Marian Józef Wojciech Dzierżykraj-Morawski herbu własnego (ur. 15 października 1881 w Budapeszcie, zm. 8 września 1940 w Auschwitz) – polski duchowny katolicki, jezuita, doktor filozofii chrześcijańskiej, znawca problematyki ekumenizmu, wykładowca dogmatyki szczegółowej, Sługa Boży Kościoła katolickiego.

## Życiorys
Syn Józefa Morawskiego (1853-1892 lub 1900) i Węgierki, Emilii Stuhlik (1861-1941). Spokrewniony z księdzem Marianem Morawskim (bratem ojca). Uczył się w gimnazjum Św. Mateusza we Wrocławiu, następnie w Poznaniu. Maturę zdał w Zakładzie Naukowo-Wychowawczy Ojców Jezuitów w Chyrowie. Podjął studia z zakresu filozofii, sanskrytu i języków orientalnych we Wrocławiu. Od 1903 kontynuował studia w Krakowie na Wydziale Filozoficznym Uniwersytetu Jagiellońskiego, a w latach 1905–1906 na Uniwersytecie w Pradze. W 1906 powrócił do Krakowa i wstąpił do seminarium duchownego. Po ukończeniu studiów teologicznych na UJ 3 lipca 1910 przyjął sakrament święceń kapłańskich. Wyjechał następnie do Rzymu w celu kontynuacji studiów teologicznych na Papieskim Uniwersytecie Gregoriańskim (doktorat z zakresu filozofii chrześcijańskiej uzyskał 30 lipca 1912). Po powrocie do Polski otrzymał w 1913 nominację na prefekta krakowskiego Seminarium Diecezjalnego i zastępcę katechety w Państwowym Seminarium Nauczycielskim (pracował tu od września 1913 do stycznia 1915). W czerwcu 1915 uzyskał doktorat z teologii na UJ i podjął pracę w Szkole Realnej w Krakowie.
W 1917 wstąpił do nowicjatu jezuickiego w Starej Wsi, lecz wkrótce potem został skierowany (jako obywatel pruski) do jednostki sanitarnej wojska pruskiego (sprawował opiekę duchowną nad jeńcami francuskimi, włoskimi i rosyjskimi pracującymi w kopalniach Górnego Śląska). Po klęsce wojskowej Niemiec powrócił do Rzymu i studiował tam filozofię (1919-1920).
Od 1920 prowadził wykłady z teologii dogmatyki szczegółowej (rok szkolny 1920/1921) a także z teologii dogmatycznej biblijnej i języka hebrajskiego na studium krakowskiego seminarium duchownego. Od 1926 w Lublinie, gdzie był profesorem dogmatyki szczegółowej w Instytucie Teologicznym „Bobolanum”. Od 1930 do 1932 wykładał też dogmatykę szczegółową na Katolickim Uniwersytecie Lubelskim jako zastępca profesora, a w latach 1932–1934 jako profesor nadzwyczajny.
Od 1934 do 1939 zastępca profesora w katedrze dogmatyki szczegółowej Wydziału Teologicznego UJ, objął wykłady po prof. Macieju Sieniatyckim.
Był autorem skryptów uniwersyteckich z zakresu dogmatyki szczegółowej oraz artykułów i recenzji o tematyce teologicznej. Przed wybuchem II wojny światowej podjął pracę nad fundamentalnym dziełem poświęconym istocie Kościoła i sprawom ekumenizmu oraz pracą o teologii św. Augustyna. Był ponadto m.in. działaczem „Dziedzictwa bł. Jana Sarkandra”, wygłaszał też liczne prelekcje organizowane na cele społeczne.
10 października 1939 został aresztowany przez Gestapo i osadzony w krakowskim więzieniu przy ul. Montelupich. Od lutego 1940 w więzieniu w Wiśniczu. 20 czerwca 1940 został przewieziony do niemieckiego obozu koncentracyjnego KL Auschwitz, gdzie przydzielono mu pracę pisarza rewirowego. Został następnie skierowany do kompanii karnej, pracował przy przewożeniu kamieni, która stanowiła wysiłek ponad jego siły. Został skatowany przez strażników za pomoc udzieloną współwięźniowi Żydowi. Jego ciało spalono w krematorium obozu Auschwitz.